# 日本脳炎ウイルス
日本脳炎ウイルス（Japanese encephalitis virus）は、フラビウイルス科フラビウイルス属に属する一本鎖プラス鎖RNAウイルスである。日本脳炎の病原体として知られる。日本脳炎ウイルスは、ブタが増幅動物となり、日本付近ではコガタアカイエカが媒介する。熱帯地域では、コガタアカイエカ以外の蚊も媒介する。

## 分類
ウイルスの分類では、フラビウイルス科のフラビウイルス属に属する節足動物媒介性ウイルスである。この特徴から、アルボウイルスとも分類される。

## 疫学
日本脳炎ウイルスは、極東から東南アジア・南アジアにかけて広く分布している。世界的には年間3〜4万人の日本脳炎患者の報告がある。これに対して、日本と韓国はワクチンの定期接種によりすでに流行が阻止されている。なお、厚生労働省では毎年夏に、ブタの日本脳炎ウイルス抗体獲得状況から、間接的に日本脳炎ウイルスの蔓延状況を調べている。それによると、日本においても、日本脳炎ウイルスを持った蚊は毎夏発生しており、感染の機会はなくなっていない。

## 症状
発熱、頭痛、意識障害、麻痺、痙攣などの急性症状を呈する。発症率は、感染者の0.1%-1%とされている。致死率は30%程度。発症した場合の主な治療方法は、対症療法である。